# Mainzer Verkehrsgesellschaft
La Mainzer Verkehrsgesellschaft (también conocida como Mainzer Mobilität) es una entidad que da servicio de transporte público de superficie mediante autobuses en la ciudad de Maguncia (Alemania). Pertenece en su totalidad al Stadtwerke Mainz y se rige por un Consejo de Administración, nombrado por la Junta General de Accionistas, compuesta a su vez por todos los concejales que representan a las distintas formaciones políticas que forman el Consistorio Municipal. Como empresa de transporte integrado, es titular de la concesión para el transporte público local en la capital del Estado federado de Renania-Palatinado de Maguncia.
- Datos: Q1885780
- Multimedia: Mainzer Verkehrsgesellschaft / Q1885780